# 금호초등학교 (경북)
금호초등학교는 대한민국 경상북도 영천시 금호읍 교대리에 있는 공립 초등학교이다.

## 학교 연혁
- 1923년 4월 26일 금호공립보통학교(4년제) 개교
- 1926년 3월 31일 6년제 인가
- 1938년 4월 1일 금호동부공립심상소학교로 개칭
- 1941년 4월 1일 금호동부공립국민학교로 개칭
- 1946년 6월 25일 금호국민학교로 교명 변경
- 1981년 3월 8일 병설유치원 개원
- 1996년 3월 1일 금호초등학교로 개칭
- 1999년 3월 1일 사일초등학교 통합
- 2008년 3월 1일 창산초등학교 통합
- 2015년 9월 1일 제30대 손진구 교장 부임
- 2016년 2월 17일 제90회 졸업(총 13,417명)
- 2016년 9월 1일 제39대 박종욱 교장 부임
- 2017년 2월 10일 제91회 졸업(총 13,459명)
- 2017년 3월 1일 초등 13학급(221명), 유치원 3학급(43명)

## 학교 상징
- 교목 : 향나무
  - 철 푸르다 ▶ 푸른마음 (희망)
  - 추위에 강하다 ▶ 굳은 마음(의지)
  - 향기가 오래간다 ▶ 큰 인물 (웅지)
- 교화 : 장미
  - 꽃이 아름답다 ▶ 아름다움(심미)
  - 색이 화려하다 ▶ 뜨거움(정열)
  - 가시가 있다 ▶ 자기보호(방어)

## 참고 자료
- 금호초등학교 - 한국교육학술정보원 학교알리미